# Johan Laidoner
Johan Laidoner (ur. 12 lutego 1884 w Viiratsi, zm. 13 marca 1953 we Włodzimierzu nad Klaźmą) – estoński polityk, dyplomata i wojskowy. Podpułkownik Armii Imperium Rosyjskiego oraz generał i Naczelny Wódz Armii Estońskiej. W latach 1920–1929 deputowany do Zgromadzenia Państwowego. Od 1922 do 1929 reprezentant Republiki Estońskiej w Lidze Narodów.

## Życiorys
Pochodził z rodziny rolniczej, ukończył szkółkę parafialną i szkołę podstawową w Viljandi. W 1901 wstąpił jako ochotnik do armii Imperium Rosyjskiego. Jego jednostka piechoty początkowo stacjonowała w Kownie. W 1902 wstąpił do Wileńskiej Szkoły Junkrów Piechoty. W Wilnie poznał swoją przyszłą żonę – Marię Kruszewską. W 1909 rozpoczął studia w Nikołajewskiej Akademii Sztabu Generalnego w Petersburgu, którą ukończył w 1912 uzyskując najwyższą, pierwszą kategorię.
Mianowany podpułkownikiem, w czasie służby w armii rosyjskiej siedmiokrotnie odznaczony rosyjskimi orderami wojennymi.

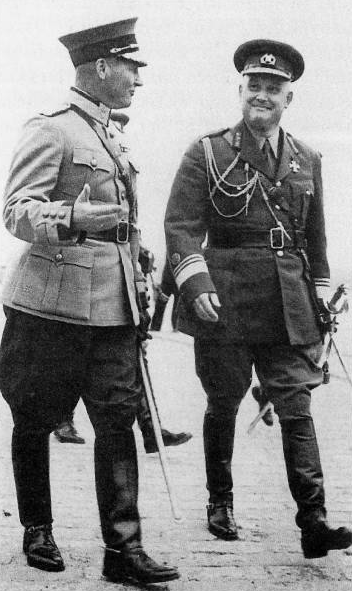
Johan Laidoner (z prawej) i Hugo Österman, głównodowodzący armii Finlandii. Tallinn 1938.

Po uzyskaniu niepodległości przez Estonię powrócił do ojczyzny, został dowódcą 1 Dywizji Estońskiej i Szefem Sztabu Generalnego Wojska Estońskiego, a 23 grudnia 1918 został mianowany wodzem naczelnym estońskich sił zbrojnych w stopniu generała-majora. W 1919 był inicjatorem powołania Estońskiej Akademii Wojskowej. W czasie wojny estońsko-bolszewickiej przeprowadził udaną kontrofensywę, która wyparła oddziały bolszewików z terytorium Estonii.
W 1920 został mianowany generałem-lejtnantem armii estońskiej. Po złożeniu dowództwa, był oficjalnym reprezentantem Estonii w Lidze Narodów. W 1925 z jej ramienia mediował w konflikcie iracko-tureckim o okręg Mosulu.  Na krótko powrócił do armii, by 1 grudnia 1924 stłumić inspirowany przez ZSRR pucz komunistów w Tallinnie.
W 1934 na prośbę premiera Estonii Konstantina Pätsa wprowadził rządy wojskowe, by powstrzymać przejęcie władzy przez quasi-faszystowski ruch wabsów.
17 czerwca 1940  Armia Czerwona po przedłożonym rządowi Estonii ultimatum okupowała Estonię. 22 czerwca 1940 Laidoner został pozbawiony stanowiska Naczelnego Wodza, 19 lipca 1940 aresztowany przez NKWD i  deportowany wraz z żoną na zesłanie do Penzy. Po ataku Niemiec na ZSRR,  28 czerwca 1941 aresztowany ponownie przez  NKWD. We wrześniu 1942 umieszczony w moskiewskim więzieniu Butyrki, później w Kirowie. Jesienią 1945 osadzony w więzieniu w Iwanowie, gdzie przebywał do 1952.  16 kwietnia 1952 został skazany na 25 lat pozbawienia wolności i przepadek całego mienia na rzecz ZSRR. Karę odbywał w więzieniu nr 2 (izolatorze) we Włodzimierzu nad Klaźmą, gdzie zmarł 13 marca 1953, tego samego dnia, co więziony tam również Delegat Rządu na Kraj Jan Stanisław Jankowski. Został pochowany we wspólnej mogile na cmentarzu więziennym, jego szczątków w latach 90. nie odnaleziono.
Był kawalerem Krzyża Srebrnego Orderu Wojskowego Virtuti Militari, został odznaczony Wielką Wstęgą Orderu Odrodzenia Polski, w kwietniu 1939 uhonorowany Orderem Orła Białego. Otrzymał Order św. Michała i św. Jerzego II klasy od króla Wielkiej Brytanii, litewski Order Witolda Wielkiego I klasy, fiński Order Białej Róży I klasy oraz dwukrotnie francuski Order Legii Honorowej.

## Związki z Polską

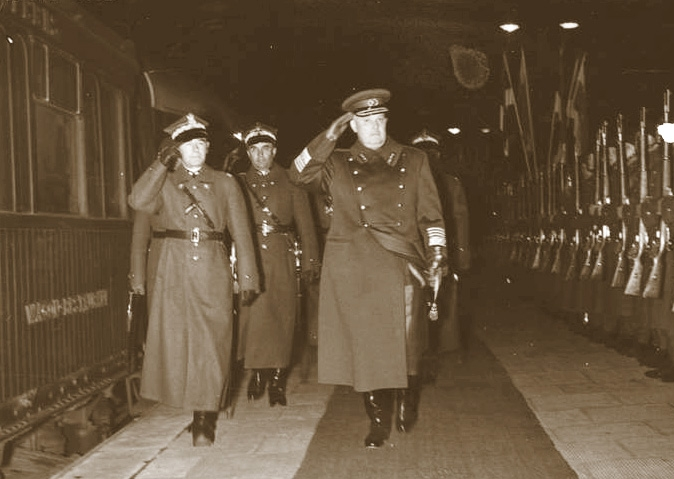
Johan Laidoner podczas wizyty w Warszawie 1939. Z lewej marsz. Edward Śmigły-Rydz, z tyłu gen. Tadeusz Kasprzycki

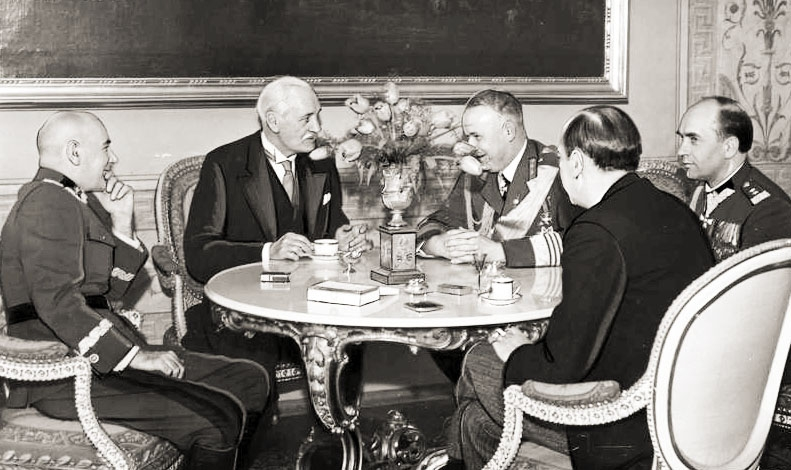
Johan Laidoner podczas oficjalnej wizyty (1939) na Zamku w Warszawie.

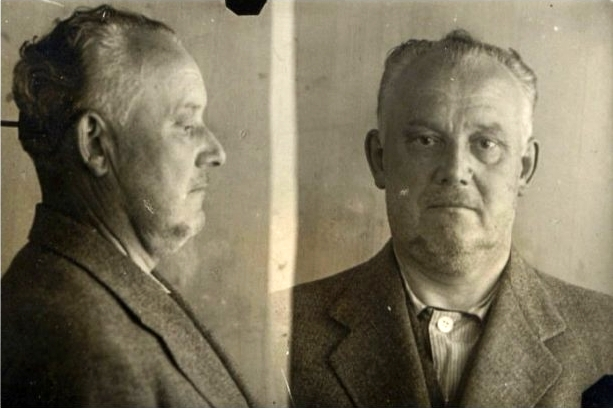
Johan Laidoner po aresztowaniu przez NKWD 1941

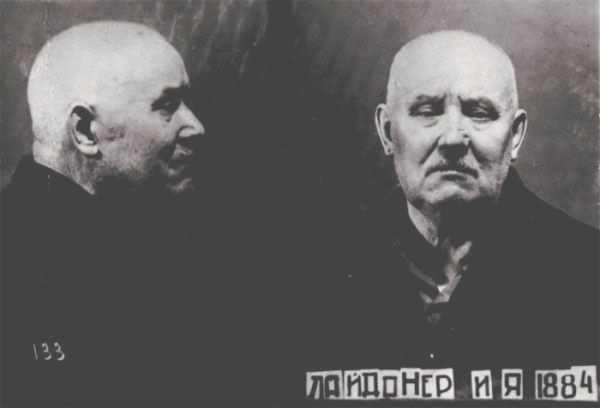
Johan Laidoner, ostatnie zdjęcie więzienne z 1952

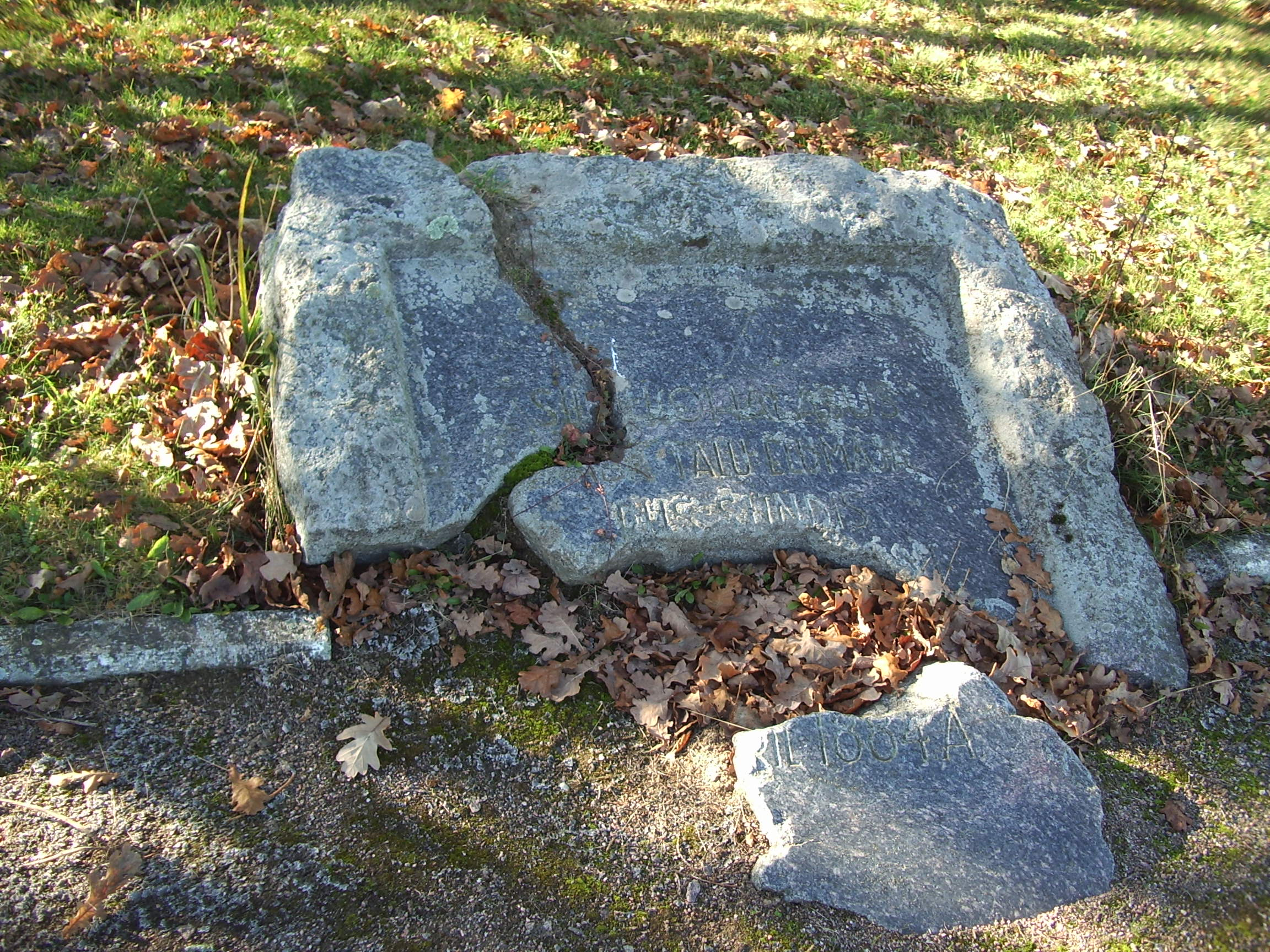
Pomnik w Viiratsi upamiętniający Johana Laidonera, zniszczony 5 września 1940 przez Sowietów

W 1904 podczas służby w armii rosyjskiej w Wilnie poznał Polkę, szlachciankę, Marię Kruszewską, którą poślubił 30 października 1911. 21 marca 1913 doczekali się potomka Michaela (1913–1928), po jego tragicznej śmierci adoptowali bratanka Marii Aleksego Kruszewskiego – rówieśnika Michaela Laidonera.
W 1928 generał Laidoner złożył oficjalną wizytę w Warszawie jako naczelny wódz Estonii. W 1930 stanął na czele tallińskiego Towarzystwa Estonia-Polska jako jego honorowy prezes. W lipcu 1934 gościł na swojej posiadłości w Viimsi przebywającego z oficjalną wizytą w Estonii ministra Becka.
We wrześniu 1939 zadecydował o pomocy w ucieczce z portu w Tallinnie polskiego okrętu podwodnego ORP „Orzeł”. Ucieczka polskiego okrętu wojennego wywołała dramatyczną w skutkach dla Estonii reakcję ZSRR, który uznał ją za pretekst do przedstawienia Estonii ultimatum z żądaniem natychmiastowego wprowadzenia Armii Czerwonej na terytorium Estonii w liczbie przewyższającej liczebność armii estońskiej i stałych baz lądowych i morskich w tym państwie. Umowę w tej sprawie zawarto w Moskwie 28 września 1939.
Generał Laidoner znał język polski w stopniu pozwalającym na swobodną konwersację.
Pochowany w tej samej zbiorowej mogile na cmentarzu więziennym we Włodzimierzu, co więziony tam również  Delegat Rządu na Kraj Jan Stanisław Jankowski.

## Upamiętnienie

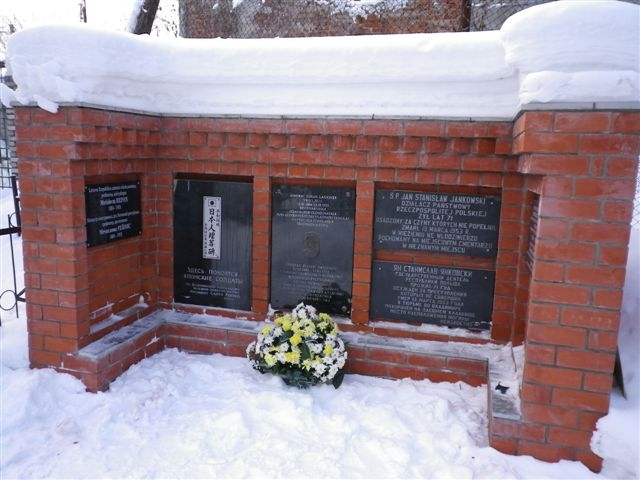
Tablica pamiątkowa upamiętniająca generała Laidonera na cmentarzu we Włodzimierzu, odsłonięta w 1999

- 23 maja 1937 w rodzinnym mieście generała został postawiony upamiętniający go pomnik. We wrześniu 1940 został zniszczony. Ponownie odsłonięto go 9 września 1990[5].
- 12 lutego 1999 na mocy porozumienia rosyjsko-estońskiego, przy bramie cmentarza we Włodzimierzu umieszczono poświęconą jego pamięci tablicę pamiątkową.
- W 2004 w Viljandi odsłonięto jego pomnik konny. W tej miejscowości jest również patronem parku i placu[6].
- W 2009 poczta estońska wydała pamiątkowy znaczek pocztowy, z okazji 125. rocznicy urodzin Laidonera[7].
- 22 lipca 2013 przed Dworkiem „Milusin” w Sulejówku, na terenie Muzeum Józefa Piłsudskiego, odsłonięto tablicę pamiątkową poświęconą generałowi Johanowi Laidonerowi. Wśród honorowych gości uroczystości byli: prezydent Republiki Estońskiej Toomas Hendrik Ilves, córka marszałka Jadwiga Jaraczewska, pomysłodawca i fundator tablicy, burmistrz estońskiego Viimsi, miasta partnerskiego Sulejówka, Haldo Oravas[4].
- Generał ma tablicę pamiątkową na terenie Litewskiej Akademii Wojskowej.

## Ordery i odznaczenia
Estonia
- Order Krzyża Wolności I kategorii I klasy (1920)[8]
- Order Krzyża Wolności III kategorii I klasy (1925)[9]
- Order Krzyża Orła z Mieczami I klasy (1929)[10]
- Order Gwiazdy Białej I klasy (1938)[11]
- Order Estońskiego Czerwonego Krzyża I klasy (1926)[12]
- Order Estońskiego Czerwonego Krzyża III klasy (1921)[13]

Imperium Rosyjskie
- Order Świętej Anny II, III (1912) i IV klasy
- Order Świętego Stanisława II (1916) i III (1907) klasy
- Order Świętego Włodzimierza IV klasy z mieczami
- Szabla św. Jerzego[14]

Zagraniczne
- Order Pogromcy Niedźwiedzia I, II i III klasy (Łotwa)[15]
- Order św. Michała i św. Jerzego II klasy (Wielka Brytania)[15]
- Order Orła Białego (Polska)[15]
- Krzyż Srebrny Orderu Wojskowego Virtuti Militari (Polska, 1921)[15][16]
- Krzyż Wielki Orderu Odrodzenia Polski (Polska)[15]
- Krzyż Wielki Orderu Białej Róży (Finlandia)[15]
- Krzyż Wielki Orderu Miecza (Szwecja)[15]
- Krzyż Wielki Orderu Witolda Wielkiego (Litwa)[15]
- Oficer Orderu Legii Honorowej (Francja)[15]
- Kawaler Orderu Legii Honorowej (Francja)
- Odznaka Honorowa Olimpijska (Niemcy)[15]